# 扶余太后
扶余太后（ふよたいごう、朝鮮語: 부여태후、生没年不詳）は、高句麗王太祖大王の母親。扶余人。太祖大王は、瑠璃明王の息子である再思と扶余太后とのあいだに生まれた。

## 人物
『三国史記』によると、扶余太后の夫の再思が年老いていたため、代わって再思の息子の太祖大王が王位についたとされ、即位当時の太祖大王の年齢が7歳なので扶余太后が摂政した。
扶余太后の姓名は記録が伝えられておらず、不明である。扶余の王族という説もあるが根拠はなく、『三国史記』に「扶余人」と記されるため、「扶余太后」と称するのが妥当である。
扶余太后は、高句麗に亡命した扶余人とみられる。『三国史記』によると、22年2月、大武神王が率いる高句麗軍は東扶余を攻撃し、帯素王を殺害した。帯素王の従弟は一万人を率いて高句麗に降伏し絡氏の名を与えられてその支配に服する。大武神王代に扶余から高句麗への亡命者は相当いたとみられ、扶余太后は帯素王の従弟で、高句麗に帰化した絡氏である可能性が高い。
一方、帯素王の末弟は数百人を率いて鴨緑谷に脱出し、その地域の民を慰撫して、曷思国を建国、曷思王として即位した。68年、曷思王の孫の都頭王が国ごと高句麗に降伏して、都頭王は高句麗に仕え、于台の官を授けられた。瑠璃明王の3番目の男子である大武神王の次妃は曷思王の孫娘であるが、扶余太后は曷思王のもう一人の孫娘の可能性もある。扶余太后が曷思王のもう一人の孫娘であれ、高句麗に帰化した絡氏であれ、高句麗に亡命した扶余であることは明らかであり、高句麗に亡命した扶余は高句麗王族と政略結婚をおこない、外戚として権力を掌握しようとした。
瑠璃明王の3番目の男子である大武神王の次妃が扶余人である曷思王の孫娘であり、瑠璃明王の5番目の男子とみられる再思の妻も扶余人であることは、高句麗に亡命した曷思国や絡氏の扶余人が高句麗王族に娘たちを捧げたものとみられる。

## 家族
- 夫：再思
- 息子：太祖大王